# Suède aux Jeux mondiaux de 2017
Cet article contient des informations sur la participation et les résultats de la Suède aux Jeux mondiaux de 2017 à Wrocław en Pologne.

## Médailles

### Or
| Sport                | Discipline                | Sportifs |
| Médailles d'or : 4   |                           | |
| Course d'orientation | Hommes - Sprint           | Jerker Lysell |
| Course d'orientation | Femmes - Moyenne distance | Helena Jansson |
| Floorball            | Tournoi                   | Suède - Rasmus Enström (sv) - Alexander Galante Carlström (sv) - Tobias Gustafsson - Emil Johansson (sv) - Kasper Hedlund - Viktor Klintsten (sv) - Johannes Larsson - Robin Nilsberth (sv) - Kim Nilsson (sv) - Mans Parsjo Tegner - Johan Samuelsson - Mattias Samuelsson (sv) - Rasmus Sundstedt (sv) - Jonas Svahn (pl) |
| Muay-thaï            | Femmes -54 kg             | Sofia Olofsson (en) |

### Argent
| Sport                                     | Discipline                        | Sportifs           |
| Médailles d'argent : 2 (+1 démonstration) |                                   |                    |
| Muay-thaï                                 | Hommes -81 kg                     | Constantino Nanga  |
| Tir à l'arc                               | Femmes - Arc nu                   | Lina Björklund     |
| Aviron indoor (dem.)                      | Femmes - 2000 m - Toute catégorie | Cecilia Velin (sv) |

### Bronze
| Sport                                      | Discipline                       | Sportifs                                                     |
| Médailles de bronze : 5 (+2 démonstration) |                                  |                                                              |
| Course d'orientation                       | Femmes - Sprint                  | Lina Strand                                                  |
| Ju-jitsu                                   | Hommes -77 kg                    | Fredrik Widgren (en)                                         |
| Ju-jitsu                                   | Hommes -85 kg                    | William Seth Wenzel                                          |
| Tir à l'arc                                | Hommes - Arc nu                  | Martin Ottosson                                              |
| Trampoline                                 | Femmes - Trampoline Duplo-Mini   | Lina Sjöberg (en)                                            |
| Aviron indoor (dem.)                       | Femmes - 500 m - Toute catégorie | Cecilia Velin (sv)                                           |
| Speedway (dem.)                            | Équipe                           | Fredrik Lindgren (en) Antonio Lindbäck (en) Peter Ljung (en) |